# پیا-سوفی اولدهافر
پیا-سوفی اولدهافر (آلمانی: Pia-Sophie Oldhafer؛ زادهٔ ۱ ژوئیهٔ ۱۹۹۲) بازیکن هاکی روی چمن اهل آلمان است.